# ECW (WWE brand)
ECW was een brand (merk) van de Amerikaanse worstelorganisatie World Wrestling Entertainment. ECW werd gelanceerd op 25 mei 2006 als een herlancering van de in 2001 failliet gegane worstelorganisatie Extreme Championship Wrestling (ECW). Op 16 februari 2010 werd de brand opgeheven en werd vervangen door NXT.
Worstelaars die werden toegewezen voor ECW, verschenen voornamelijk op het programma ECW en evenementen die exclusief voor ECW waren.

## Kampioenschappen
| Kampioenschap    | Datum van lancering | Eerste kampioen | Laatste kampioen | Datum opgeborgen | Opmerkingen                                                                                           |
| ---------------- | ------------------- | --------------- | ---------------- | ---------------- | --- |
| ECW Championship | 13 juni 2006        | Rob Van Dam     | Ezekiel Jackson  | 16 februari 2010 | De titel werd opgeborgen nadat Jackson het kampioenschap won en tevens omdat het merk werd stopgezet. |

### Andere kampioenschappen
| Kampioenschap                  | Tijd op de brand                  | Opmerkingen |
| ------------------------------ | --------------------------------- | --- |
| WWE Championship               | (13 juni 2006 – 3 juli 2006)      | Het ECW World Heavyweight Championship werd vervolgens opnieuw geactiveerd voor het merk en toegekend aan Van Dam, die de enige worstelaar werd die ooit beide titels tegelijkertijd in handen had. |
| WWE United States Championship | (23 juni 2008 – 20 juli 2008)     | U.S. Champion Matt Hardy werd verwezen naar ECW als resultaat van de 2008 WWE Draft. |
| WWE Tag Team Championship      | (13 november 2007 – 20 juli 2008) | Het WWE Tag Team Championship verhuisde naar ECW, nadat John Morrison en The Miz wonnen van Matt Hardy en Montel Vontavious Porter om het WWE Tag Team Championship te veroveren.                   |
| World Tag Team Championship    | (13 december 2008 – 5 april 2009) | Het World Tag Team Championship verhuisde naar ECW, nadat John Morrison en The Miz het kampioenschap wonnen.                                                                                        |

## Pay-per-view evenementen
| Evenement             | Datum           | Stad             | Locatie              | Main Event                                                                         |
| --------------------- | --------------- | ---------------- | -------------------- | ---------------------------------------------------------------------------------- |
| One Night Stand       | 11 juni 2006    | New York         | Hammerstein Ballroom | John Cena vs. Rob Van Dam                                                          |
| December to Dismember | 3 december 2006 | Augusta, Georgia | James Brown Arena    | Big Show vs. Bobby Lashley vs. CM Punk vs. Hardcore Holly vs. Rob Van Dam vs. Test |